# Landgrafschaft Hessen

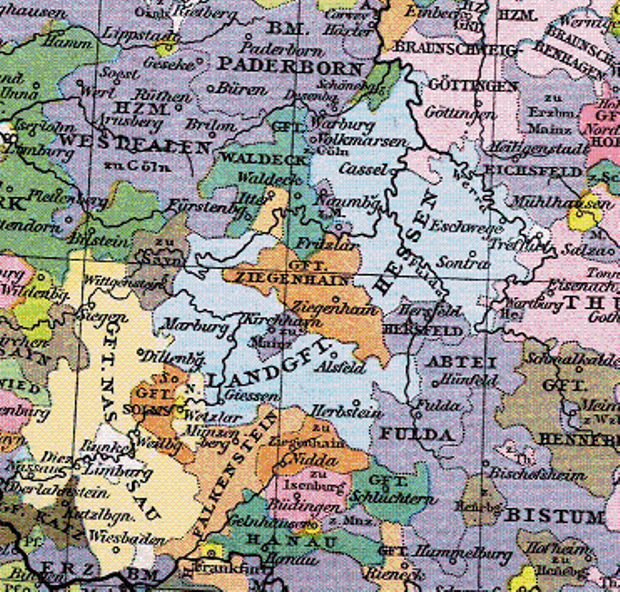
Landgrafschaft Hessen um 1400 (hellblau)

Das Wappen der Landgrafschaft Hessen aus Johann Siebmachers New Wappenbuch (erschienen 1605)

Die Landgrafschaft Hessen war ein Fürstentum des Heiligen Römischen Reiches. Ihr historisches Kerngebiet befand sich im Norden und in der Mitte des heutigen deutschen Bundeslandes Hessen. Die Residenz der Landgrafen war zunächst kurzfristig in Gudensberg und Marburg, ab 1277 in Kassel. Schon vor 1500 war die Landgrafschaft Hessen territorial bis an Rhein und Neckar gewachsen. Regiert wurde das Fürstentum durch das Haus Hessen. 1526 erfolgte der Übertritt Hessens zum lutherischen Glauben.

## Geschichte

### Vorgeschichte
Der Name Hessen geht auf den germanischen Stamm der Chatten (sprich [ˈxatən] mit ch wie in ach) zurück, der sich etwa zur Zeitenwende im Bereich der Flüsse Fulda und Eder sowie zwischen den Oberläufen von Lahn und Werra ansiedelte. Etymologisch entwickelte sich das Wort im Verlauf der zweiten Lautverschiebung von lat. Chatti über Hatti, Hazzi, Hassi (um 700) zu Hessi (738). Hessen und Friesen sind die einzigen germanischen Stämme, die sowohl ihren Namen als auch ihr Siedlungsgebiet bis in die Gegenwart beibehalten haben, wobei eine direkte stammesgeschichtliche Nachkommenschaft von Chatten und heutigen Hessen nicht belegbar ist.  
Nach dem Ende der Vorherrschaft der Konradiner bis 918 in Hessen entstand auf der Basis von Amtsgrafschaften eine Reihe von gräflichen Territorialherrschaften. Unter ihnen erlangten im nördlichen und mittleren Hessen die der Grafen Werner im fränkischen Hessengau (Grafschaft Maden), der Gisonen an der oberen und mittleren Lahn, der Grafen von Ziegenhain, der Grafen von Waldeck, und der Bilsteiner an der mittleren Werra herausragende Bedeutung. Durch Erbschaft und Heirat fielen diese Grafschaften, mit Ausnahme der von Ziegenhain und Waldeck, zwischen 1122 und 1247 unter die Herrschaft der Ludowinger Grafen von Thüringen, die 1131 zu Landgrafen von Thüringen erhoben wurden. Während dieser Periode wurden die hessischen Gebiete meist direkt von jüngeren Brüdern der Landgrafen (als Grafen von Gudensberg oder Grafen in/von Hessen) regiert, ohne jedoch eigentliche Selbständigkeit zu haben. Namhafte Grafen von Gudensberg-Hessen aus dem Hause der Ludowinger waren Heinrich Raspe I., Heinrich Raspe II., Heinrich Raspe III. und Konrad Raspe, der spätere Hochmeister des Deutschen Ordens.

### Gründung
Nach dem Aussterben der Ludowinger erstritt im thüringisch-hessischen Erbfolgekrieg (1247–1264) die Landgrafentochter Sophie, verheiratete Herzogin von Brabant, den hessischen Besitz der Ludowinger für ihren Sohn Heinrich I. von Hessen („Heinrich das Kind“) und sicherte damit erneut die Unabhängigkeit Hessens vom an die sächsischen Wettiner gefallenen thüringischen Erbe der Ludowinger. Heinrich wurde 1247 auf der Mader Heide zum Landgrafen von Hessen ausgerufen. Am 12. Mai 1292 trug Heinrich die Stadt Eschwege dem König Adolf zu Lehen auf und erhielt sie, zusammen mit der Burg Boyneburg, von diesem als erbliches Reichslehen zurück. Damit wurden die hessischen Landgrafen Reichsfürsten. Heinrich verlegte seine Residenz 1277 von Marburg und Gudensberg nach Kassel und begründete das Hessische Fürstenhaus.
Unter Landgraf Philipp I. wurde die Landgrafschaft Hessen 1526 infolge der Homberger Synode protestantisch. Hessen gehörte neben Sachsen und Württemberg zu den mächtigen Vorkämpfern der Reformation im Deutschen Reich.

### Teilungen
Die hessischen Landgrafen teilten ihr Gebiet wiederholt innerhalb der Familie auf; diese Teilungen hatten jedoch keinen dauerhaften Bestand. Die erste Teilung erfolgte bereits nach dem Tod des ersten Landgrafen 1308, als Heinrichs Söhne Otto I. und Johann Landgrafen im „Land an der Lahn“ (Marburg) bzw. Niederhessen (Kassel) wurden. Da Johann jedoch schon 1311 starb, wurden beide Landesteile wieder unter Otto vereint.
Von 1458 bis 1500 war die Landgrafschaft erneut geteilt, mit Ludwig II. und seinem Sohn Wilhelm II. in Niederhessen und Heinrich III. und dessen Sohn Wilhelm III. († 1500) in Oberhessen.
Erst die Erbteilung durch Landgraf Philipp den Großmütigen, der 1567 die Landgrafschaft unter seine vier Söhne aufteilte, verursachte schließlich die beinahe vierhundert Jahre anhaltende dauerhafte Trennung in die Landgrafschaft Hessen-Kassel (deren Regent 1803 zum Kurfürsten erhoben wurde) und die Landgrafschaft Hessen-Darmstadt (das spätere Großherzogtum Hessen). Die bei der Erbteilung geschaffenen Landgrafschaften Hessen-Marburg und Hessen-Rheinfels fielen schon bald wieder durch Aussterben der regierenden Häuser und Erbschaft an Hessen-Kassel und Hessen-Darmstadt. Der bis zu dieser Teilung von 1567 starke Einfluss Hessens auf die Reichspolitik nahm in der Folgezeit deutlich ab.

## Territorium
Durch den Anfall der Grafschaft Ziegenhain im Jahre 1450 wurde die Verbindung der beiden großen Landesteile Ober- und Niederhessen, die bis dahin voneinander getrennt waren, erreicht.
Mit dem Erbe der Grafschaft Katzenelnbogen 1479 erreichte das Territorium der Landgrafschaft den Mittelrhein mit der linksrheinischen Stadt St. Goar und der oberhalb liegenden Burg Rheinfels sowie ferner das heutige Südhessen um Darmstadt bis an den damaligen Lauf des Neckars.

## Herrscher
- 1247–1308 Heinrich I. (* 24. Juni 1244; † 21. Dezember 1308)
- 1308–1311 Johann I., von Niederhessen († 1311)
- 1308–1328 Otto I., von Oberhessen ab 1308, von Ober- und Niederhessen ab 1311 (* um 1272; † 1328)
- 1328–1376 Heinrich II. (* vor 1302; † 3. Juni 1376)
- 1376–1413 Hermann II. (* um 1341; † 10. Juni 1413)
- 1413–1458 Ludwig I. (* 6. Februar 1402; † 17. Januar 1458)
- 1458–1471 Ludwig II., von Niederhessen (* 7. September 1438; † 8. November 1471)
- 1458–1483 Heinrich III., von Oberhessen (* 15. Oktober 1440 oder 1441; † 13. Januar 1483)
- 1471–1493 Wilhelm I., von Niederhessen (* 4. Juli 1466; † 8. Februar 1515)
- 1493–1509 Wilhelm II., von Niederhessen ab 1493, von Ober- und Niederhessen ab 1500 (* 29. März 1469; † 11. Juli 1509)
- 1483–1500 Wilhelm III., von Oberhessen (* 8. September 1471; † 17. Februar 1500)
- 1509–1567 Philipp der Großmütige (* 13. November 1504; † 31. März 1567)